# Isesaki
Isesaki (jap. 伊勢崎市, -shi) ist eine Stadt in der Präfektur Gunma auf Honshū, der Hauptinsel von Japan.

## Geographie
Isesaki liegt ungefähr 100 km nördlich von Tokio, östlich von Ōta und westlich von Maebashi.
Der Fluss Tone durchfließt die Stadt von Südwesten nach Südosten.

## Verkehr
- Zug:
  - Tōbu-Isesaki-Linie

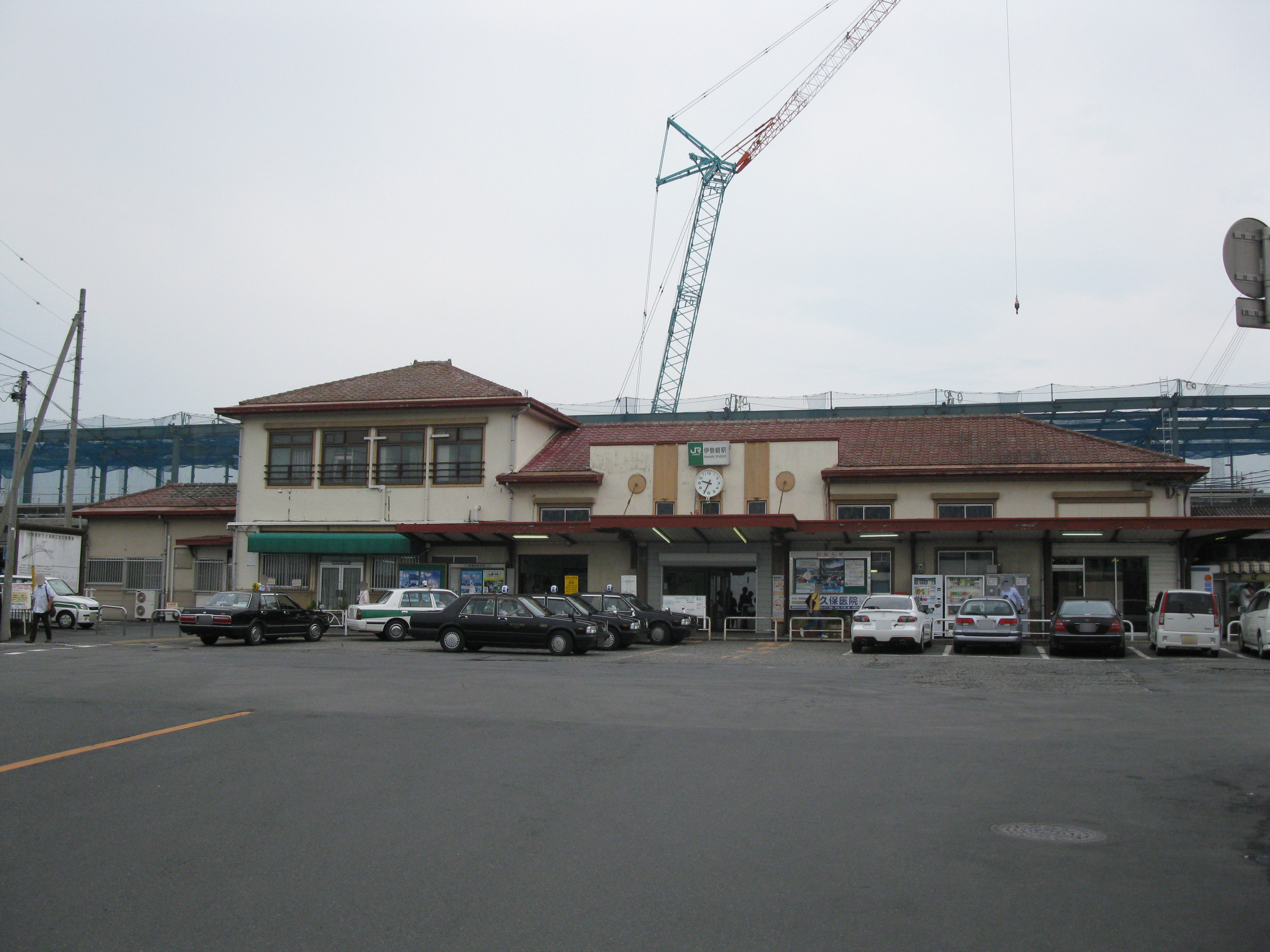
Bahnhof Isesaki

  - JR Ryōmō-Linie nach Oyama oder Maebashi
- Straße:
  - Kitakantō-Autobahn
  - Nationalstraße 50, nach Maebashi oder Mito

## Städtepartnerschaften
- Springfield, USA, seit 1986
- Ma’anshan, VR China, seit 1989

## Söhne und Töchter der Stadt
- Zen Keinosuke (1887–1951), Politiker und Unternehmer
- Kōno Michisei (1895–1950), Maler
- Tsutomu Adachi (1947–2004), Manga-Zeichner
- Mitsuru Adachi (* 1951), Manga-Zeichner
- Toshihiro Arai (* 1966), Rallyefahrer
- Shunta Shimura (* 1997), Fußballspieler
- Kazuya Shiojiri (* 1996), Langstrecken- und Hindernisläufer

## Weblinks

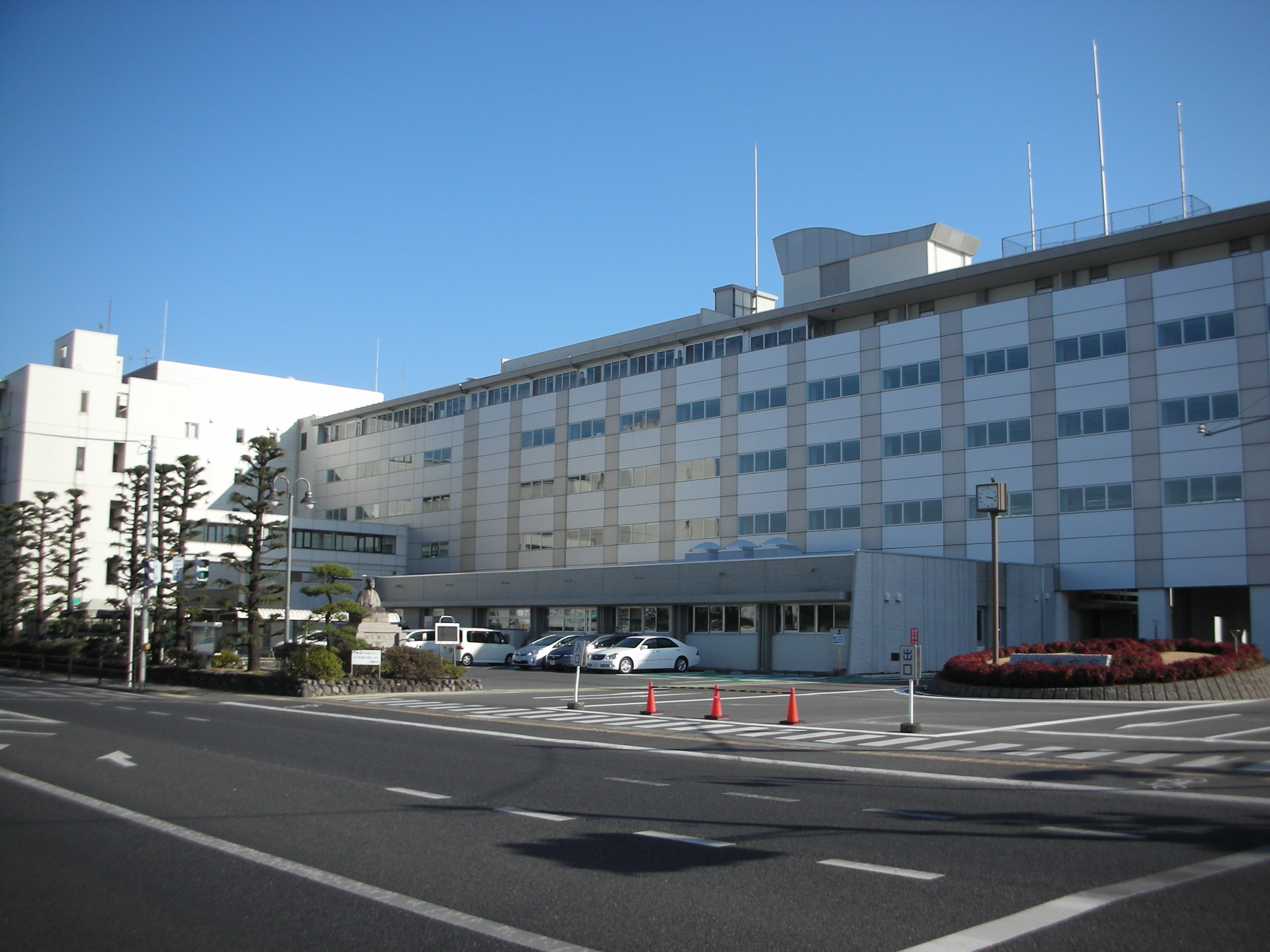
Außenansicht des Rathauses von Isesaki.

## Angrenzende Städte und Gemeinden
- Präfektur Gunma
  - Maebashi
  - Kiryū
  - Ōta
  - Midori
  - Tamamura
- Präfektur Saitama
  - Honjō
  - Fukaya